# シベリア国内軍管区
シベリア国内軍管区（Сибирский округ внутренних войск）は、ソ連、ロシア内務省（MVD）国内軍のシベリア地域における軍事行政単位、統合部隊。軍管区本部は、ノヴォシビルスクに位置する。

## 歴史
1979年4月23日、ノヴォシビルスク市に駐屯する国内軍師団に基づき、ソ連MVD国内軍西シベリア局が編成された。当初、管区には2個編合部隊、22個軍部隊が配属された。管区部隊には、480ヶ所以上の生産施設の警備、地方船舶、軍法会議、巡回裁判の保障が委任された。矯正労働施設の警備及び護送と並行して、オムスク、バルナウル、ノヴォシビルスク、ケメロヴォ及びクラスノヤルスクの公共秩序の警備も保障した。
1981年、ヘリ編隊が創設され、ノヴォシビルスクに新部隊、トムスク、ノヴォクズネツク、ゴルノ・アルタイスクに特殊自動車化部隊が現れた。
管区部隊は、通常の勤務と並行して、ノリル鉱山冶金コンビナートの建設に動員された。また、1980年のモスクワ五輪、1986年のクラスノヤルスクでのソ連人民スパルタキアード（国体）、クラスノヤルスク、アバカン、ノヴォシビルスクでの「ソヴィエツカヤ・ロシア」紙杯争奪国際ホッケー選手権のにおける公共秩序を保障した。
1980年代末～1990年代初め、非常事態体制の保障のために、アルマ・アタ、スムガイト、ウズベキスタン、スフミ、バクー、タジキスタン、ナゴルノ・カラバフ、北オセチアに部隊を派遣した。
1993年3月2日、「ロシア連邦MVD国内軍機関に関する」大統領令により、ロシア領土に7個国内軍管区が設置され、シベリア国内軍管区が創設された。
1995年1月から1997年1月まで、チェチェン共和国に部隊を派遣。
2008年1月1日、シベリア地域司令部（Сибирское региональное командование）に改編。

## 編成
- 第98国家重要施設警備師団：セヴェルスク
- 第97国家重要施設警備師団：ノヴォシビルスク
- 第91国家重要施設警備旅団：クラスノヤルスク
- 第42作戦任務旅団：イルクーツク
- 第82作戦任務旅団：バルナウル
- 第88教育連隊：オムスク
- 独立特殊自動車化大隊：チタ
- 独立特殊自動車化大隊：クラスノヤルスク
- 独立特殊自動車化大隊：ノヴォクズネツク
- 第9独立特殊自動車化大隊：オムスク
- 第19特殊任務支隊「エルマーク」：ノヴォシビルスク
- 第20特殊任務支隊「ヴェガ」
- 第27特殊任務支隊「クズバス」：ケメロヴォ
- 第5独立海上教育センター：セヴェロバイカリスク